# Parque nacional Lagos Crater

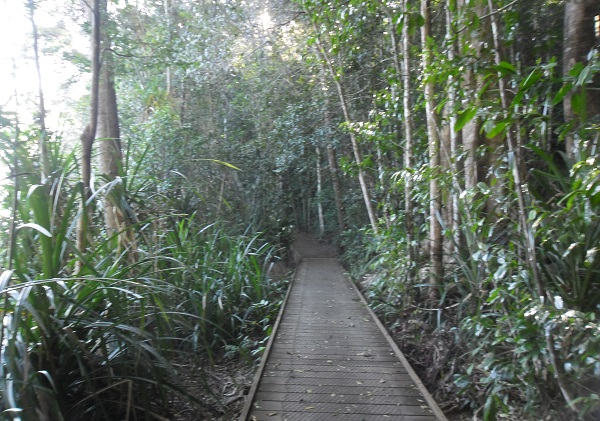
Parque Nacional de los Lagos Crater

Lagos Cráter es un parque nacional en Queensland (Australia), ubicado a 1367 km al noroeste de Brisbane.

## Datos
- Área: 9,59 km²
- Coordenadas: 17°14′45″S 145°37′44″E / -17.24583, 145.62889
- Fecha de Creación: 1994
- Administración: Servicio para la Vida Salvaje de Queensland
- Categoría IUCN: II